# Gladiolus szovitsii
Gladiolus szovitsii är en irisväxtart som beskrevs av Aleksandr Alfonsovitj Grossgejm. Gladiolus szovitsii ingår i släktet sabelliljor, och familjen irisväxter. Inga underarter finns listade i Catalogue of Life.